# 15 août en Outremeuse

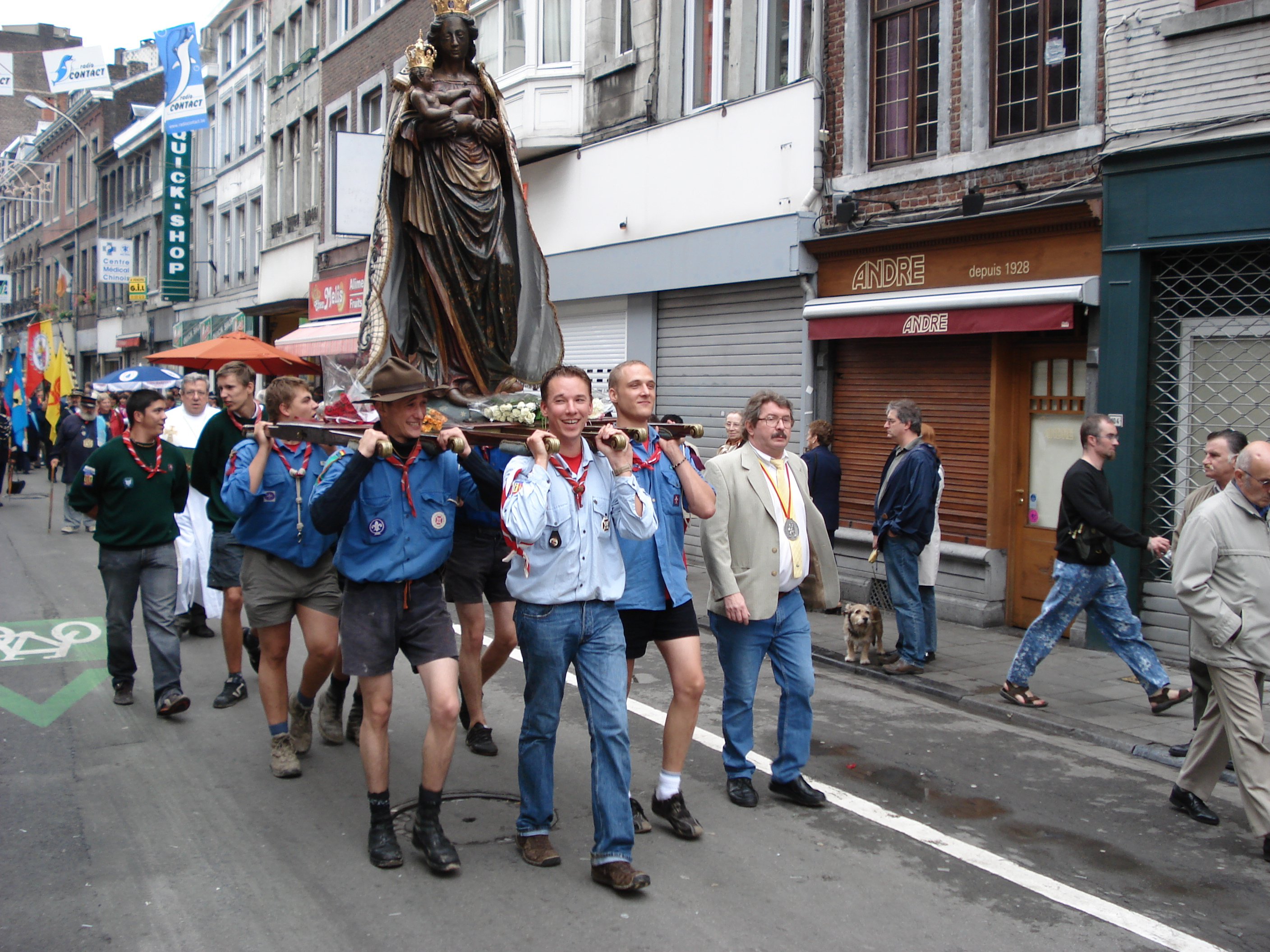
Procession de la Vierge noire

Le XV août en République libre d'Outremeuse est une fête religieuse et populaire qui se déroule à Liège pendant trois jours.

## Déroulement

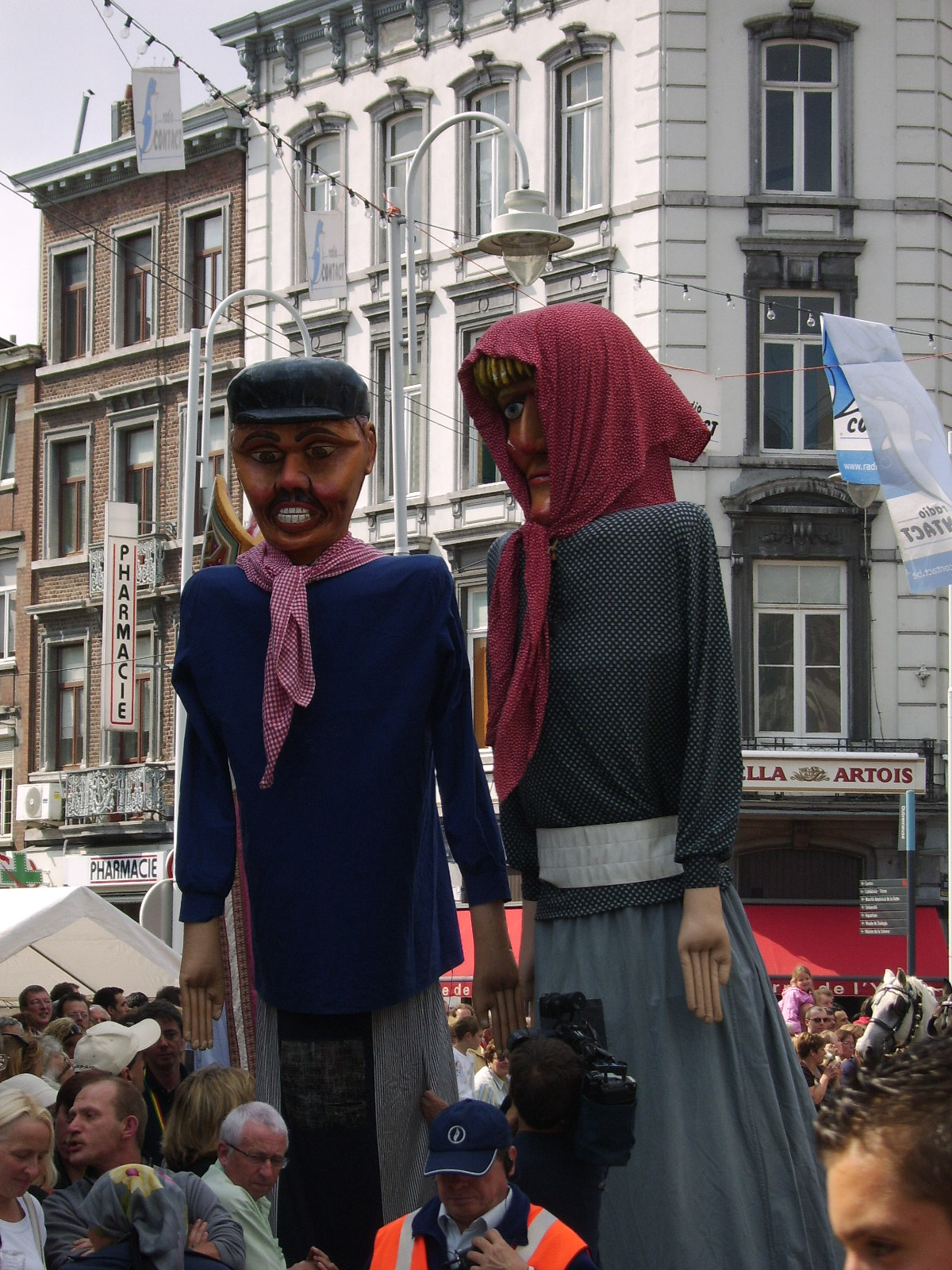
Tchantchès & Nanesse, personnages d'Outremeuse

La fête est religieuse car on y dit la messe en wallon et la procession y célèbre l'Assomption. Elle est aussi très populaire, car elle attire beaucoup de Liégeois ainsi que des touristes étrangers qui viennent assister à la messe en wallon, à des spectacles de marionnettes au musée Tchantchès, au cortège folklorique et, ces dernières années, à un concert organisé sur la place Delcour. L'évènement rassemble en moyenne 200 000 personnes durant les trois jours de fête.
Les festivités débutent par la sortie du Bouquet, structure d'environ 50 kg, mesurant 7 m de haut et garnie d'environ 3 000 fleurs de soie.
Le point de départ de la procession est à l'église Saint-Nicolas-Outremeuse, où est conservée la Vierge noire (datant du XVIe siècle) qui est sortie lors de la procession. Tout au long du parcours, de nombreux fidèles déposent des bouquets de fleurs sur le support transportant la statue. La Vierge est portée par 6 scouts de l'unité Notre-Dame d'Outremeuse.
Les festivités commencent le 14 août par des défilés folkloriques, des fêtes foraines et des concerts gratuits (le soir) jusque tard dans la nuit. On retrouve toutes sortes de style de musique et de chanson, aussi bien en français qu'en wallon ou en anglais. De larges zones sont réservées aux piétons, et les groupes de fêtards peuvent se promener de scène en scène.
Dans l'après-midi du 15 août se déroule le grand cortège folklorique, qui rassemble des dizaines de groupes, fanfares et autres confréries de Wallonie et d'ailleurs. Les géants de la Province de Liège et d'autres géants invités rehaussent également le cortège. Le géant Xhovémont, mascotte du RFC liégeois rugby, a ainsi fait ses premiers pas lors du cortège du 15 août 2008 suivi en 2014 par celui du lutteur Constant le Marin. 
Les festivités se terminent le 16 août par la cérémonie d'enterrement de Matî l'Ohê (Mathieu l'os, en wallon). La cérémonie représente les funérailles et l'incinération d'un os, symbolisant les restes des festivités.

## Gastronomie et boissons

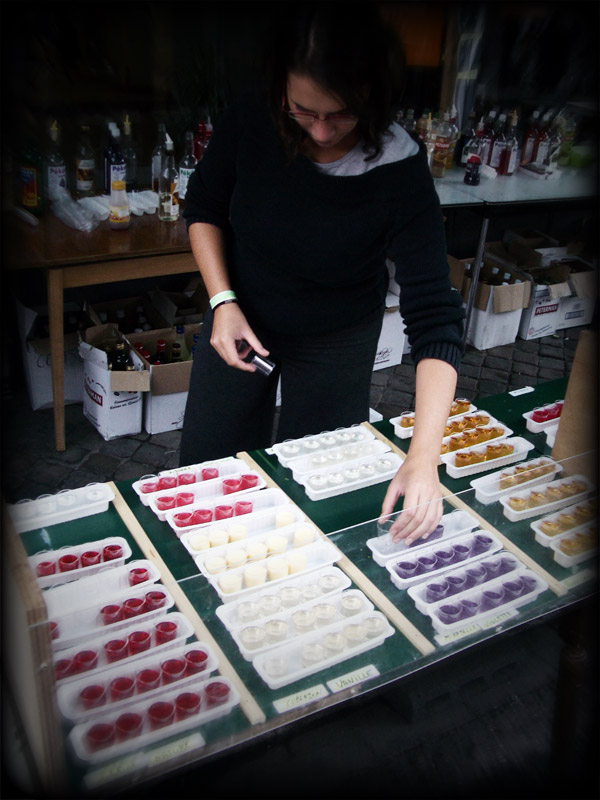
Les célèbres bars à peket

La particularité la plus caractéristique de cette fête est de boire un alcool de baies de genévrier appelé « peket », une tradition qui remonte au passé wallon.